# Psychoda spinipelata
Psychoda spinipelata är en tvåvingeart som beskrevs av Quate 1967. Psychoda spinipelata ingår i släktet Psychoda och familjen fjärilsmyggor. Inga underarter finns listade i Catalogue of Life.